# Gensac-la-Pallue
Gensac-la-Pallue là một xã thuộc tỉnh Charente trong vùng Nouvelle-Aquitaine tây nam nước Pháp. Xã nay có độ cao trung bình 23 mét trên mực nước biển.